# ブルーナ・テノリオ
ブルーナ・テノリオ （Bruna Tenório
、1989年6月27日 - ）は、ブラジル、アラゴアス州出身のファッションモデル。インディオの血を引く。ウーマン所属。
2007年春夏コレクションでデビュー。切れ長の目をしたエキゾチックなルックスで注目を集める。